# Wasyl Pałahniuk
Wasyl Wasylowycz Pałahniuk, ukr. Василь Васильович Палагнюк (ur. 7 marca 1991 we wsi Kyseliw, w obwodzie czerniowieckim) – ukraiński piłkarz, grający na pozycji napastnika lub pomocnika.

## Kariera piłkarska
Wychowanek klubów Bukowyna Czerniowce i Dynamo Kijów, barwy których bronił w juniorskich mistrzostwach Ukrainy (DJuFL). Karierę piłkarską rozpoczął 29 marca 2009 w drużynie Stal Ałczewsk, w 2008 grał w zespole amatorskim FK Łużany. Latem 2012 przeszedł do klubu Krymtepłycia Mołodiżne. Po roku wrócił do rodzimego klubu Bukowyna Czerniowce. W sierpniu 2014 wyjechał do Armenii, gdzie do końca roku bronił barw Gandzasaru Kapan. Potem znów wrócił do Bukowyny. Latem 2016 przeniósł się do Dacii Kiszyniów, w której grał do grudnia 2016. 19 września 2017 podpisał kontrakt z Weresem Równe. Podczas przerwy zimowej sezonu 2017/18 wrócił do Dacii Kiszyniów.

## Sukcesy i odznaczenia

### Sukcesy klubowe
- brązowy medalista Pierwszej Ligi Ukrainy: 2009/10, 2010/11